# Да Силва, Эвертон
Э́вертон Пайша́н да Си́лва (порт.-браз. Ewerton Paixão da Silva; род. 28 декабря 1996, Сан-Бернарду-ду-Кампу, Сан-Паулу) — бразильский футболист, вингер клуба «Баник».

## Клубная карьера
Эвертон — воспитанник клуба «Сан-Бернардо». В 2015 году он дебютировал за основной состав. Летом 2016 года Эвертон на правах аренды перешёл в словацкий ВиОн. 10 декабря в матче против ДАК 1904 он дебютировал в словацкой Суперлиге. 27 мая 2017 года в поединке против трнавского «Спартака» да Силва забил свой первый гол за ВиОн. по окончании клуб выкупил трансфер игрока. В начале 2019 года Эвертон перешёл в чешский «Млада-Болеслав». 9 февраля в матче против «Виктории Пльзень» он дебютировал в Богемианс лиге. 
В начале 2020 года для получения игровой практики Эвертон на правах аренды перешёл в «Пардубице». 8 марта в матче против «Влашима» он дебютировал в чешской ФНЛ. 3 июня в поединке против «Баника Соколов» да Силва забил свой первый гол за «Пардубице». По итогам сезона он помог клубу выйти в элиту.
По окончании аренды да Силва вернулся в «Младу-Болеслав», где по итогам сезона стал лучшим бомбардиром команды. Летом 2022 года Эвертон перешёл в столичную «Славию». 21 июля в отборочном матче Лиги конференций против гибралтарского «Сент-Джозефс» он дебютировал за новую команду. В этом же поединке да Силва забил свой первый гол за «Славию». 